# 麥西米利安諾·埃利爾·里切茲
麥西米利安諾·埃利爾·里切茲（1983年3月7日—）是一名阿根廷單車運動員，曾代表國家參加2012年倫敦奧運的男子公路單車比賽，並未獲得獎牌。他也参加了2015年泛美运动会和2019年泛美运动会。